# The Lost Ones (album)
The Lost Ones è il primo album in studio della cantautrice inglese Florrie, pubblicato il 14 giugno 2024 da Xenomania UK Limited e BMG.

## Tracce
1. The Lost Ones – 3:41
2. Never Far from Paradise – 3:07
3. Kissing in the Cold – 3:54
4. Personal – 3:25
5. Honeymoon's Over – 3:02
6. Looking for Love – 3:17
7. If It's Been a Hard Night – 3:20
8. Bad Movie – 3:28
9. Love Hearts – 3:19
10. I Took a Little Something (2024 version) – 3:30
11. Get You Back – 4:16
12. Jealous – 3:15